# مطار تشوبو سنتراير الدولي
مطار تشوبو سنتراير الدولي 中部国際空港 (Chūbu Kokusai Kūkō)(إياتا: NGO، إيكاو: RJGG) هو مطار مقام على جزيرة اصطناعية  في خليج إيسه، مدينة توكونام في محافظة آيتشي، يقع على بعد 35 كـم (22 ميل) جنوب ناغويا في اليابان. ويصنف سنتراير كمطار من الدرجة الأولى وهو البوابة الدولية الرئيسية لمنطقة تشوبو («المركزية») في اليابان.  اسم «سينتراير» هو اختصار لمطار اليابان المركزي الدولي

## الخطوط الجوية والوجهات

### الركاب
| شركـات طيـران                     | الوجهات |
| --------------------------------- | --- |
| Air Busan                         | Busan، مطار إنتشون الدولي |
| طيران الصين                       | مطار بكين العاصمة الدولي |
| Air Do                            | Hakodate، Sapporo–Chitose |
| خطوط كل اليابان الجوية            | Fukuoka، Ishigaki، Memanbetsu، Miyako، مطار ناريتا الدولي موسمي: Asahikawa                                                                                      |
| إيه إن إيه وينغز ‏                 | Akita، Fukuoka، Kumamoto، Miyazaki، Nagasaki، Naha، Sapporo–Chitose، مطار سنداي، مطار ناريتا الدولي موسمي: Hakodate                                             |
| خطوط آسيانا الجوية                | مطار إنتشون الدولي |
| باتيك إير ماليزيا                 | مطار كوالالمبور الدولي، مطار تايوان تاويوان الدولي |
| كاثي باسيفيك                      | مطار هونغ كونغ الدولي، مطار تايوان تاويوان الدولي (تستأنف 29 أكتوبر 2023)                                                                                       |
| سيبو باسيفيك                      | مطار نينوي أكوينو الدولي |
| الخطوط الجوية الصينية             | مطار تايوان تاويوان الدولي |
| خطوط شرق الصين الجوية             | مطار شانغهاي بودنغ الدولي |
| خطوط جنوب الصين الجوية            | مطار داليان الدولي |
| الاتحاد للطيران                   | مطار بكين العاصمة الدولي |
| Fuji Dream Airlines               | Kōchi-Ryoma |
| خطوط هونغ كونغ اكسبرس             | مطار هونغ كونغ الدولي |
| خطوط هونغ كونغ الجوية             | مطار هونغ كونغ الدولي (تبدأ في 8 يوليو 2023) |
| Ibex Airlines                     | Fukuoka، Kagoshima، Kumamoto، Matsuyama، Niigata، Ōita، مطار سنداي                                                                                              |
| الخطوط الجوية اليابانية           | مطار هونولولو الدولي، Sapporo–Chitose، مطار شانغهاي بودنغ الدولي، مطار تايوان تاويوان الدولي، مطار تيانجين الدولي، مطار طوكيو هانيدا الدولي، مطار ناريتا الدولي |
| Japan Transocean Air              | Naha موسمي: Ishigaki، Miyako |
| Jeju Air                          | مطار إنتشون الدولي |
| Jetstar Japan                     | Fukuoka، Kagoshima، مطار نينوي أكوينو الدولي، Naha، Sapporo–Chitose                                                                                             |
| خطوط جونياو الجوية                | مطار بكين داشينغ الدولي (تبدأ في 1 يوليو 2023) |
| كوريا للطيران                     | Busan، مطار إنتشون الدولي عارض: Muan |
| لوفتهانزا                         | مطار فرانكفورت (تستأنف 31 أكتوبر 2023) |
| Oriental Air Bridge               | Akita، Miyazaki |
| Peach                             | Naha، Sapporo–Chitose، مطار سنداي، مطار تايوان تاويوان الدولي                                                                                                   |
| الخطوط الجوية الفلبينية           | مطار ماكتان سيبو الدولي، مطار نينوي أكوينو الدولي |
| الخطوط الجوية السنغافورية         | مطار شانغي سنغافورة |
| خطوط سكايمارك الجوية              | Kagoshima، Naha، Sapporo–Chitose |
| Solaseed Air                      | Miyazaki، Naha |
| سبرينغ (شركة طيران)               | مطار شانغهاي بودنغ الدولي |
| StarFlyer                         | Fukuoka |
| الخطوط الجوية الدولية التايلاندية | مطار سوفارنابومي الدولي |
| خطوط تيانجين الجوية               | مطار تيانجين الدولي |
| Tigerair Taiwan                   | مطار كاوهسيونغ الدولي، مطار تايوان تاويوان الدولي |
| T'way Air                         | مطار جيجو الدولي |
| الخطوط الجوية المتحدة             | مطار أنتونيو بي وان بات الدولي |
| خطوط فيت جيت                      | مطار نوي باي الدولي |
| الخطوط الجوية الفيتنامية          | مطار نوي باي الدولي، مطار تان سون نهات الدولي |

### الشحن
| شركـات طيـران                            | الوجهات |
| ---------------------------------------- | --- |
| AirBridgeCargo Airlines                  | مطار شيريميتييفو الدولي (معلقة) |
| خطوط كل اليابان الجوية                   | مطار هونغ كونغ الدولي، Naha |
| خطوط آسيانا الجوية                       | مطار إنتشون الدولي |
| دي إتش إل للطيران                        | مطار تيد ستيفنز أنكوراج الدولي، Cincinnati، Charleston (SC) ‏، مطار باين فيلد، مطار هونغ كونغ الدولي، مطار لايبزيغ هاله، مطار إنتشون الدولي، مطار تايوان تاويوان الدولي، Taranto-Grottaglie، Wichita–McConnell |
| الخطوط الجوية الوطنية (الولايات المتحدة) | مطار تيد ستيفنز أنكوراج الدولي، مطار لوس أنجلوس الدولي |
| Nippon Cargo Airlines                    | مطار كانساي الدولي، مطار ناريتا الدولي |
| ULS Cargo ‏                               | مطار هونغ كونغ الدولي، مطار إسطنبول الدولي |

## روابط خارجية
- (بالإنجليزية) الموقع الرسمي
- Airport information for NGO
- Charts for NGO / RJGG
- The Opening of CHUBU CENTRAIR International Airport 500 Yen Commemorative Silver Proof Coin
- حالة الطقس في مطار تشوبو سنتراير الدولي.
- تاريخ الحوادث لـ (NGO) على شبكة سلامة الطيران.
- Centrair Limousine